# Oglaševanje preko družbenih omrežij
Oglaševanje preko družbenih omrežij opisuje spletno oglaševanje, ki ga omogočajo storitve ponujene s strani družbenih omrežij. Največja prednost, ki jo ponuja oglaševanje te vrste, je, da lahko oglaševalci lažje dosežejo ciljno skupino, saj jim družbena omrežja omogočajo dostop do demografskih in drugih uporabnih podatkov o uporabnikih.

## Zgodovina
Pred prihodom svetovnega spleta so organizacije za potrebe oglaševanja zakupile časovne »reže« na televiziji, prostor v časopisu in najbolj privlačne lokacije za reklamne panoje na ulicah. Vse te oblike oglaševanja so oglaševalcem niso omogočale neposrednega stika s potrošniki. Po uveljavitvi svetovnega spleta pa se je oglaševalcem omogočil neposreden stik s svojimi potencialnimi strankami. V poznih devetdesetih sta spletni strani Hotmail in Yahoo dominirali virtualni svet z največjim tržnim deležem. Po letu 1997 je postal zelo popularen Blog, ki je ena izmed najbolj popularnih družbenih omrežij še danes. Vse več oglaševalcev pa se poslužuje tudi družbenih omrežij, kot so YouTube, Twitter, Facebook, Foursquare in Google+, predvsem zaradi njihovega ogromnega potenciala, da dosežejo široko skupino ljudi.
Družbena omrežja so posledica tehnoloških napredkov na področju strojne in programske opreme. Uporabnikom omogočajo ustvarjanje vsebin, interakcijo in delitev vsebine z drugimi.  Z uveljavitvijo družbenih omrežij so se, v primerjavi s tradicionalnim računalniško posredovanim sporočanjem, zgodili trije večji premiki:
1. premik iz aktivnosti na namizju na aktivnost na spletu,
2. vrednost produkta ne določa več toliko podjetje samo kot pa uporabniki,
3. lokus moči se je premaknil od podjetja k uporabnikom.

Družbena omrežja predstavljajo močno orodje personalizacije, saj posameznikom omogočajo produkcijo in distribucijo vsebine z lastno udeležbo. Možnost interaktivnosti je pomemben del potenciala družbenih omrežij za učinkovito oglaševanje.

## Platforma
Družbena omrežja omogočajo, da so posamezniki, podjetja ali druge organizacije v interakciji med sabo. Ko se ponudniki pridružijo tem družbenim kanalom, lahko uporabniki z njimi vstopijo v neposreden stik. Uporabnikom omogočajo, da izražajo svoje potrebe, želje in vrednote. Preko družbenih omrežij prav tako razkrivajo določene podatke o sebi, na primer starost, spol, interese in/ali lokacijo. Vse te informacije omogočajo oglaševalcem, da ustvarijo specifične ciljne skupine in oglas prilagodijo točno tej skupini. Na ta način oglas doseže ljudi, ki se zanimajo za to vrsto produkta ali storitve, uporabnikom pa so prikazani le oglasi, ki so skladni z njihovimi značilnostmi.
Družbena omrežja omogočajo uporabnikom, da delijo komentarje ali objave, ki so vezane na promocijo produkta. Na tak način objava doseže tudi ostale uporabnike, ki povezani z osebo in tako objava doseže še več ljudi in posledično prinese večji promet produktu oziroma podjetju.
Da bi bilo oglaševanje na družbenih omrežjih učinkovito, morajo ponudniki izdelati načrt, ki naj bi vključeval naslednje komponente:
- izbiro ustreznega družbenega omrežja,
- določitev finančnega načrta,
- ustanovitev ali modifikacija organizacijske strukture, ki bo skrbela za predstavitev na družbenem omrežju
- določanje ciljne skupine,
- izbira produktov, storitev, znamk ali podjetij, ki bodo promovirana,
- spremljanje napredka izbrane strategije preko evalvacije, analize podatkov.

## Strategije

### Pasiven pristop
Preko družbenih omrežij lahko dobijo ponudniki veliko informacij o trgu in pogledih kupcev. Blogi in forumi so platforme, kjer lahko posamezniki delijo svoje kritike in priporočila o znamkah, produktih in storitvah. Ponudniki lahko te informacije analizirajo in uporabijo za namene trženja. V tem primeru so družbena omrežja nizkocenoven vir uporabnih informacij, ki ga lahko ponudniki uporabijo da odkrijejo in se odzovejo na morebitne pomanjkljivosti, ki jih kupci zaznajo pri produktu in najdejo nove marketinške priložnosti. Za razliko od tradicionalnih metod raziskovanja trga (na primer ankete, fokusne skupine), ki terjajo veliko časa in denarja ter zahtevajo dolgotrajno analizo, lahko tržniki uporabijo družbeno omrežje, da pridobijo informacije o vedenju kupcev neposredno v »trenutnem času«. Kar je izjemnega pomena v dinamičnem, tekmovalnem, tempiranem in globalnem marketinškem prostoru.

### Aktiven pristop
Družbena omrežja se lahko uporabljajo tudi kot komunikacijski kanal, kjer lahko ponudniki ciljajo na točno določeno občinstvo preko medijskih "influencerjev" in znanih osebnosti na družbenih medijih. Uporaba "influencerjev" za oglaševanje produktov se je izkazala kot učinkovita in cenovno ugodna metoda za  predstavitev novih produktov na trgu.
Družbena omrežja lahko dosežejo ciljno občinstvo bolj natančno kot na primer televizija ali časopis, preko uporabe digitalnih orodij. Eno izmed takih orodije je na primer Google Adsense. To orodje omogoča, da oglaševalci dosežejo točno določene demografske skupine, na primer ljudi, ki so opredeljeni za določeno politično stranko ali ljudi, ki se zanimajo za točno določene aktivnosti (na primer igranje videoiger). Google Adsense zbira podatke o uporabnikih na način, da spremlja ključne besede v objavah in komentarjih uporabnikov družbenih omrežij.

## Možnosti oglaševanja, ki jih ponujajo priljubljena družbena omrežja

### Twitter
Twitter omogoča ponudnikom, da promovirajo svoje produkte v sporočilu, ki lahko obsega do 140 znakov. To sporočilo je vidno na časovnici oseb, ki sledijo ponudnikovem profilu.  Twitter oglaševalcem omogoča različne načine oglaševanja:
- Followers kampanja, katere je povečati število sledilcev Twitter računa podjetja in je uporabna takrat, ko je namen ponudnika spletna prepoznavnost in doseg večjega števila sledilcev s twitti.
- Website clicks or conversions je možnost oglaševanja, ki je namenjena generiranju klikov na spletno stran ponudnika, vključuje pa tudi sledenje konverzijam (oddano povpraševanje, prijava na novice, prodaja). Naslednja možnost oglaševanja je App installs or engagements, s katero se promovira spletne aplikacije (npr. Google Play).
- Leads on Twitter, s katero preko Twitterja zbirate »leade« (npr. naročnike na novice, ipd.).
- Oglaševanje po meri, kjer lahko uporabnik sam nastavi poljubno kombinacijo zgoraj naštetih možnosti.

Prav tako Twitter omogoča kvalitetno določanje ciljne skupine. To lahko določijo preko klasičnega demografskega ciljanja, glede na napravo, ki jo uporabljajo (prenosnik, namizni računalnik, mobilni telefon), glede na sledilce, interese ali z uporabo ključnih besed.

### Facebook
Oglaševanje na Facebooku je primerno za uporabo v najrazličnejših panogah in je zaradi tega priljubljeno med ponudniki. Pri vsebini oglasov ni omejitve, razen če obstajajo določene omejitve, ki jih postavlja lokalna zakonodaja (na primer oglaševanje alkoholnih pijač, zdravil). Facebook tudi ne omejuje količine vsebine, kar je prednost tega omrežja pred Twitterjem. Določene omejitve so postavljene pri oblikovanju slikovnega materiala, vendar so ponujena orodja, ki omogočajo preverjanje ustreznosti slikovnega gradiva. Eno izmed določil je, da slika, ki je uporabljena v namene promocije, ne sme vsebovati več kot 20% besedila, saj je za besedilo namenjen prostor pod sliko ali v sami objavi. Ustreznost slikovnega prispevka se lahko preveri s pomočjo orodja Facebook grid tool.
Facebook ponuja različne vrste oglasov, ki so odvisni od cilja ponudnika.Uporabniški vmesnik za oglaševanje na Facebooku pred izdelavo oglasa vpraša o namenu kampanje. Cilj kampanje je lahko:
- Usmerjanje obiskovalcev na spletno stran.
- Pridobivanje kontaktnih podatkov.
- Promocija  izdelkov ali storitev.
- Pridobivanje sledilcev in spodbujanje k interakciji.
- Prenos ali promocija namizne/mobilne aplikacije.
- Privabiti obiskovalce v prodajalno ali na dogodek.

Oglasi namenjeni usmerjanju obiskovalcev na spletne strani in pridobivanju kontaktov
- Domain ad. Gre za najpreprostejšega izmed oglasov, ki je namenjen promoviranju spletne domene. Prikazovanje je mogoče le v desnem stolpcu in ni primeren za mobilno aplikacijo Facebook.
- Page post link. Oglas, ki je najpogostejši in atraktiven, saj pritegne pozornost s pomočjo velike slike. Omogočeno je dodajanje lastnega besedila tako v obliki objave, kot tudi v opisu povezave spletne strani. Ta oblika oglasa je primerna tudi za mobilno aplikacijo.

Oglasi namenjeni promociji izdelkov in povečanju prodaje
- Multi-product (carousel). Hkrati se lahko predstavi več produktov, vključenih je lahko do pet slik.
- Dynamic product ads. Dinamični produktni oglasi se prilagajajo glede ciljno skupino. Prikazujejo se izdelki, ki so jih ciljne osebe nazadnje ogledale na spletni stani ponudnika.
- Canvas. To so sponzorirani oglasi, ki so na voljo le na mobilni aplikaciji Facebook. Oglas se prikaže kot normalna, sponzorirana objava, ki se ob kliku nanjo se poveča čez cel zaslon ter ponuja neskončne možnosti personalizacije.

Oglasi namenjeni pridobivanju sledilcev in spodbujanju k interakciji
- Page like. S pomočjo privlačne slike privabi potencialne sledilce.
- Page post photo, Page post video in Page post text Gre za promocijo slik, video posnetkov ali besedila, ki je plod lastnega dela in direktno nagovarjajo sledilce.

Oglasi namenjeni prenosom namizne ali mobilne aplikacije
- Mobile ali desktop app. Glede na vrsto oglaševane aplikacije, se oglasi nato pojavljajo bodisi v mobilni aplikaciji ali na zidu novic. Uporabnika nagovarjajo k nameščanju aplikacije in jih preusmerijo na AppStore.

Oglasi namenjeni pridobivanju obiskovalcev
- Event. Promocija dogodkov, ki omogoča omejitev na določeno geografsko območje, ki ga ponudnik želi doseči.
- Offer. Oglas je namenjen privabljanju obiskovalcev v prodajalne s pomočjo ponujanja ugodnosti.

Po opredelitvi cilja in izbiri vrste oglasa je potrebno določiti še ostale parametre od katerih je nato odvisna uspešnost oglaševanja. Ti parametri so:
- Natančna definicija ciljne skupine.
- Določitev sredstev, ki jih namenjate za kampanjo.
- Določitev KPI-jev (»key performance indicator« oz. ključni indikatorji uspešnosti).

Facebook oglaševanje omogoča merjenje rezultatov. Koda Facebook Pixel, ki jo uporabnik lahko doda na svojo spletno stran, omogoča oblikovanje baz uporabnikov, ločenih glede na časovno obdobje obiska, ki so si ogledali produkte, dodali produkt v košarico in zaključili oziroma niso zaključili nakupa.

### Instagram
Kot oglaševalsko orodje, je Instagram, v primerjavi z ostalimi družbenimi omrrežji, bolj uspešen pri doseganju milenijcev, saj je 90 % uporabnikov mlajših od 35 let. To lahko izkoristijo predvsem tisti ponudniki, katerih izdelki ali storitve so namenjeni mlajšim generacijam kupcev. Posebnost Instagrama je tudi poudarek na vizualni vsebini, estetiki in videzu.
Ker je oglaševanje na Instagramu, možnost oglaševanja v sklopu oglaševanja na Facebooku, si mora ponudnik najprej ustvariti Facebook stran. Nato si lahko ustvari oglasni račun, preko katerega lahko oglašuje na obeh družbenih omrežjih. Ciljna publika, se na instagramu določi enako kot na Facebooku. Na podlagi demografskih in lokacijskih podatkov (Facebook in Instagram Insight) je mogoče preučiti ciljno skupino in dobiti vpogled v značilnosti potencialnih kupcev.
Podobno kot Facebook tudi Instagram omogoča izbiro različnih ciljev oglasa:
- več konverzij na spletni strani,
- klik na povezavo,
- prenos mobilne aplikacije,
- odziv na objavo,
- ogled videa.

Instagram ponuja tri formate oglaševanja:
- Oglaševanje s fotografijo: gre za oglas s fotografijo, pod katero se lahko napiše besedilo, ki se kot sponzoriran oglas prikazuje na časovnici ciljne skupine.
- Oglaševanje z video vsebino: oglas je prikazan v obliki video posnetka, ki ne sme presegati omejitve 30 sekund.
- Oglaševanje z galerijo: oglas vsebuje galerijo največ petih slik, ki si jo uporabniki lahko ogledajo znotraj aplikacije.